# Rede Amazônica Itacoatiara
Rede Amazônica Itacoatiara é uma emissora de televisão brasileira sediada em Itacoatiara, cidade do estado do Amazonas. Opera nos canais 11 VHF analógico e 16 UHF digital, e é afiliada à TV Globo. Pertence ao Grupo Rede Amazônica.

## História
A emissora foi inaugurada como TV Itacoatiara pelo jornalista Phelippe Daou em dezembro de 1976, tornando-se a primeira emissora de TV na cidade e a segunda no interior do Amazonas. Inicialmente, a emissora era afiliada à Rede Bandeirantes, e exibia sua programação através de fitas U-matic trazidas de Manaus, geradas pela TV Amazonas. Em 1986, com a afiliação da TV Amazonas à Rede Globo em Manaus, a TV Itacoatiara também deixou a Rede Bandeirantes para se afiliar à rede carioca.
Em 3 de janeiro de 2015, a emissora abandonou a nomenclatura TV Itacoatiara, passando a ser chamada de Rede Amazônica Itacoatiara. Em 19 de agosto de 2016, na reunião realizada pelo Tribunal Regional Eleitoral do Amazonas para a definição do horário eleitoral nas eleições municipais de 2016, a Rede Amazônica Itacoatiara alegou incapacidade técnica de exibir os programas dos candidatos à prefeitura da cidade. Em 26 de agosto, o juiz Abraham Peixoto Campos Filho deferiu um pedido de liminar para a emissora, que com isso, não exibiu o horário eleitoral daquele ano.
Em 15 de junho de 2018, após quase 42 anos (até então, a programação local da emissora era composta pelos boletins locais Amazonas Notícia), a emissora estreou seu primeiro telejornal local, gerando localmente o último bloco do Jornal do Amazonas 2.ª Edição, com a apresentação de Manoel Cruz, repórter da emissora itacoatiarense desde 2007. Para a implantação do telejornalismo local, a sede da emissora foi reestruturada e ampliada.
Em 30 de julho de 2019, a Rede Amazônica Itacoatiara exibiu pela última vez o bloco local do Jornal do Amazonas 2.ª Edição produzido em Itacoatiara, que estava sendo apresentado por Lucas Wilame. Em 2020, a emissora passou a exibir um bloco regional focado nas regiões do Médio e Baixo Amazonas, gerado em Manaus, e também exibido pela Rede Amazônica Parintins.
Em 2 de novembro de 2021, às 21h22, a Rede Amazônica Itacoatiara teve cabos do sistema de transmissão furtados, ficando fora do ar até o dia seguinte, quando estes cabos foram reinstalados. O furto também retirou do ar a retransmissora da Amazon Sat na cidade.

## Sinal digital
| Canal virtual | Canal digital | Resolução de tela | Programação                                                 |
| ------------- | ------------- | ----------------- | ----------------------------------------------------------- |
| 11.1          | 16 UHF        | 1080i             | Programação principal da Rede Amazônica Itacoatiara / Globo |

Em 15 de junho de 2018, a Rede Amazônica Itacoatiara iniciou as transmissões em sinal digital em fase de testes. Dez dias após o início dos testes, em 25 de junho, a emissora lançou oficialmente o sinal.

## Programas
Além de retransmitir a programação nacional da TV Globo e estadual da Rede Amazônica Manaus, a Rede Amazônica Itacoatiara exibe o seguinte programa:
- Jornal do Amazonas 2.ª Edição: Telejornal, com Leandro Guedes;[nota 1]

Anteriormente, a emissora produziu boletins informativos do Repórter Itacoatiara e Amazonas Notícia, exibidos nos intervalos da programação.

## Equipe

### Membros atuais
- Liam Cavalcante[15]

### Membros antigos
- David Batista[16]
- Leandro Marques[17]
- Lucas Wilame (hoje na Rede Amazônica Boa Vista)[6]
- Manoel Cruz[18]
- Marcelo Moreira[19]